# エンドレス・ゲーム (映画)
『エンドレス・ゲーム』（原題：Swingers）は、2002年に製作されたオランダ映画。日本では劇場未公開。

## キャスト
- ダイアナ：エレン・ファン・デル・コーフ
- ジュリアン：ダニー・デ・コク
- アレックス：ニーンケ・ブリンクホイス（オランダ語版、フランス語版）
- ティモ：ユープ・セルトンズ（オランダ語版、フランス語版）